# Valentín Canalizo
José Valentín Raimundo Canalizo Bocadillo (Monterrey, 14 gennaio 1794 – Città del Messico, 20 febbraio 1850) è stato un generale e politico messicano.
È stato Presidente del Messico per due periodi, dal 4 ottobre 1843 al 4 giugno 1844 e dal 21 settembre 1844 al 6 dicembre dello stesso anno.